# Parathalestris croni
Parathalestris croni är en kräftdjursart som först beskrevs av Henrik Nikolai Krøyer 1842.  Parathalestris croni ingår i släktet Parathalestris och familjen Thalestridae. Arten är reproducerande i Sverige. Inga underarter finns listade i Catalogue of Life.